# Кіото (кінотеатр, Київ)
Кінотеа́тр «Кіо́то» (до 2016 — «Росія») — кінотеатр у Києві, знаходиться на Лісовому масиві на розі вулиць Ореста Левицького та Мілютенка. Відкритий у 1981 році. Збудований за проєктом архітектора Петра Петрушенка. Облицювання фасадів виконане білим каменем.

## Опис
Будівля двоповерхова та має чотири зали (з них три працюють) — синій на 184, малий на 36 та середній на 46 місць. Фільми демонструються у форматі 2D та 3D. Авдіосупровід — Dolby Digital EX.

## Назва
Попередня назва кінотеатру — «Росія». У рамках здійснення перейменування назв об'єктів, парків, масивів, вулиць та провулків у місті Києві, за ініціативи комунального підприємства «Київкінофільм» було змінено назву на «Кіото», на честь міста-побратима Києва — Кіото, що знаходиться в Японії.